# Theta Antliae
Theta Antliae (θ Antliae, förkortat Theta Ant, θ Ant), som är stjärnans Bayer-beteckning, är en dubbelstjärna i den nordöstra delen av stjärnbilden Luftpumpen. Den har en kombinerad skenbar magnitud på +4,79 och är synlig för blotta ögat där ljusföroreningar ej förekommer. Baserat på parallaxmätningar i Hipparcos-uppdraget på 7,6 mas beräknas den befinna sig på ca 430 ljusårs (130 parsek) avstånd från solen.

## Egenskaper
Primärstjärnan Theta Antliae A är en blå till vit stjärna i huvudserien av spektralklass A8 Vm, vilket anger att den har förstärkta metallinjer i dess spektrum. Den har en massa som är ca 1,8 gånger solens massa, en radie som är ca 9 gånger större än solens och utsänder ca 115  gånger mera energi än solen från dess fotosfär vid en effektiv temperatur på ca 6 200 K.
Följeslagaren, Theta Antliae B, är en jättestjärna av spektralklass G7 III och magnituden +6,18. Det tar 18,4 år för Theta Antliae B att göra ett varav kring primärstjärnan med en signifikant excentricitet på 0,445 och en vinkelseparation på 0,1 bågsekunder.